# راسکوو (مینه‌سوتا)
راسکوو، مینه‌سوتا (به انگلیسی: Roscoe, Minnesota) یک شهر در ایالات متحده آمریکا است که در شهرستان استیرنز، مینه‌سوتا واقع شده‌است.

## خصوصیات
راسکوو ۱٫۶۶ کیلومترمربع مساحت و ۱۰۲ نفر جمعیت دارد و ۳۵۵ متر بالاتر از سطح دریا واقع شده‌است.